# 中尺度对流复合体
中尺度对流复合体（英語：mesoscale convective complex，缩写：MCC），是一种根据红外卫星影像特征定义的圆形团状结构的中尺度对流系统。中尺度对流复合体生命期较长，往往形成于夜间，包含大量降水、大风、冰雹、闪电并可能伴有龙卷风。

## 定义
中尺度对流复合体需要满足以下条件之一，且维持时间超过6小时：
- 云层顶部面积达到100,000 km²，同时温度低于等于-32 °C。
- 云层顶部面积达到50,000 km²，同时温度低于等于-52 °C。

同时当其云罩面积达到最大时，其离心率（短轴/长轴）需要大于等于0.7。

## 发展
中尺度对流复合体通常由雷暴合并形成飑线，最终符合中尺度对流复合体标准。中尺度对流复合体形成的气象环境特征是，南风低空高速氣流（风力最大）将强烈的的暖空气平流送入形成环境，强烈的水氣平流增加了形成环境的相对湿度，近地面空气汇聚，高空空气发散。这些条件在高空槽前方区域最为明显。
中尺度对流复合体通常是由很多较小的对流系统，如塔状云、对流群或飑线等聚合形成的，其发展一般包括四个阶段：
1. 发生阶段
2. 发展阶段
3. 成熟阶段
4. 消亡阶段

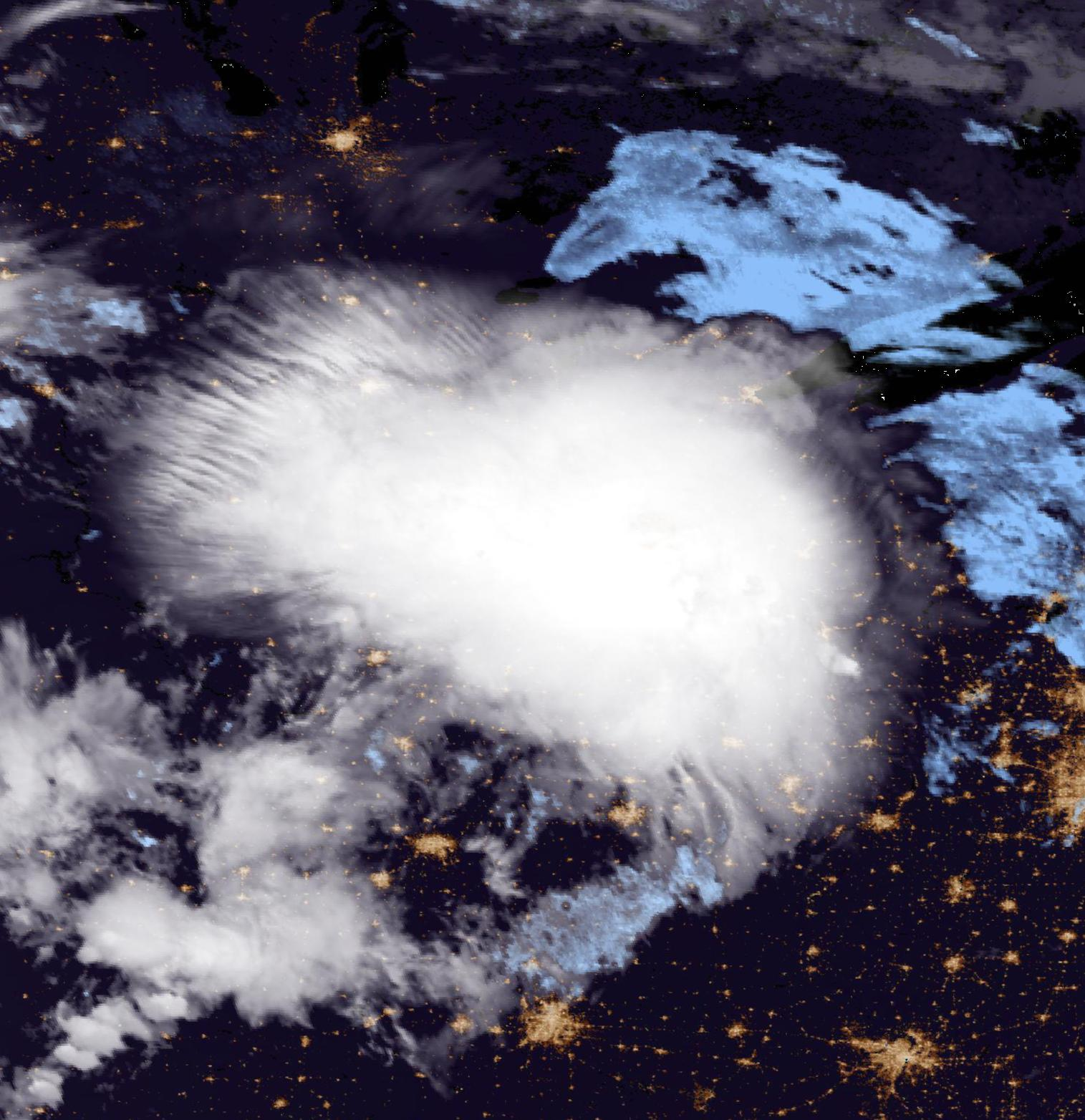
一个中尺度对流复合体（MCC）经过明尼苏达州，2021年8月7日清晨

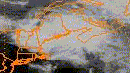
中尺度对流复合体经过新英格兰：2006年8月2日 06:00 UTC

消散后，残留的中层环流（称为中尺度对流涡旋, mesoscale convective vortex, MCV）可能会在当天晚些时候引发另一轮雷暴。

## 结构
中尺度对流复合体的结构可被分为三层。下层贴近地表，中层位于对流层中部，上层位于对流层顶部。
在地面附近，中尺度对流复合体呈现高压，其前缘有一个流出边界或中尺度冷锋。这种高压是由雨水蒸发冷却空气而引起的（通常称为冷池）。在中层（对流层（troposphere）中部），中尺度对流复合体呈现气旋式（在北半球逆时针）旋转低压，与周围环境相比温度较高（称为暖核）。这种中层环流称为中尺度对流涡旋。上层包含反气旋式（在北半球顺时针）旋转高压，这是空气发散的迹象。这种高压相对于其周围环境较冷。这种高空发散和沿冷池流出边界在地面的空气汇聚产生了上升运动，有助于维护中尺度对流复合体。

## 影响和气候学
中尺度对流复合体会产生强降雨，从而导致洪水和其他水文影响。美国春季和夏季（暖季）、印度季风区、西太平洋以及整个非洲和南美洲都会出现 中尺度对流复合体。特别是，中尺度对流复合体产生的强降雨占美国暖季降水量的很大一部分。 随着暖季的推移，中尺度对流复合体形成的有利区域从美国南部平原向北转移。到7月和8月，中北部各州成为最有利的区域。  中尺度对流复合体的中层低压区也被追踪到一些热带气旋的起源，在极少数情况下，热带气旋可以产生中尺度对流复合体。

## 历史纪录
历史上最著名的中尺度对流复合体产生于1977年7月19日夜间，位于宾夕法尼亚州西部。中尺度对流复合体产生的大量降水导致约翰斯敦产生了灾难性的洪水。在该中尺度对流复合体前往南达科他州前，在约翰斯敦产生了300毫米（12英寸）的降水。
第二场显著的中尺度对流复合体产生于1995年7月15日上午，给安大略省南部、纽约州北部、佛蒙特州、马萨诸塞州、康涅狄格州和罗德岛州带来了破坏性的直线风。中尺度对流复合体产生的风速超过160公里/小时（100英里/小时），造成7人死亡，阿迪朗达克山脉和伯克希尔山脉 (Berkshires) 的森林大面积被毁，财产损失超过$5亿美元。